# Hamer (Carolina del Sur)
Hamer es un área no incorporada ubicada del condado de Dillon en el estado estadounidense de Carolina del Sur. Incluye Hamer Hall, una residencia de 1890 que aparece en la Registro Nacional de Lugares Históricos.